# 婆羅洲地杜鵑
婆羅洲地杜鵑（學名：Carpococcyx radiceus）是杜鵑科下的一種大型陸生杜鵑物種，它是婆羅洲島的特有物種。它僅生活於潮濕的森林。它受到棲息地喪失的威脅。